# Saint-Romain-de-Monpazier
Saint-Romain-de-Monpazier is een gemeente in het Franse departement Dordogne (regio Nouvelle-Aquitaine) en telt 78 inwoners (2009). De plaats maakt deel uit van het arrondissement Bergerac.

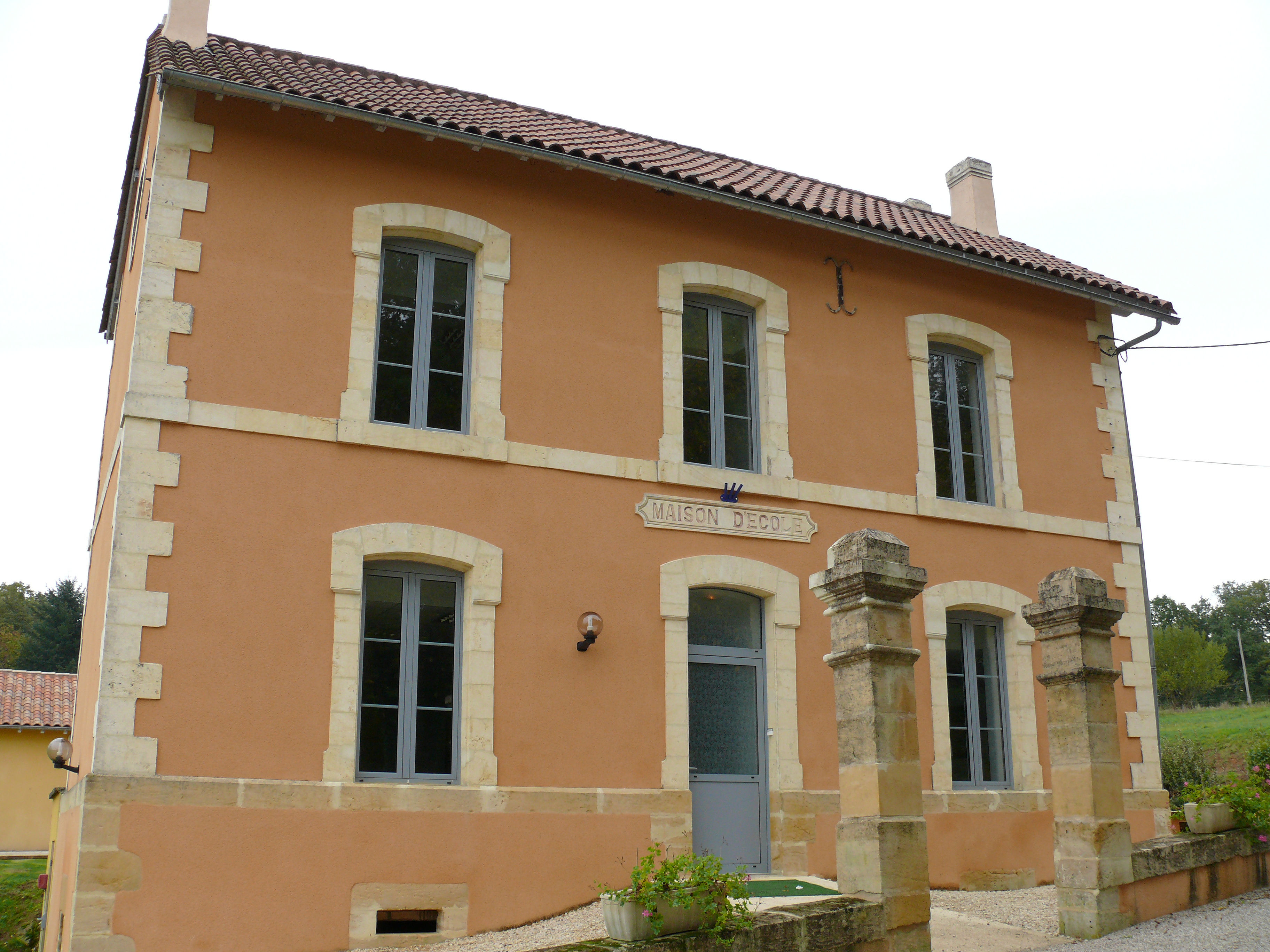
Gemeentehuis
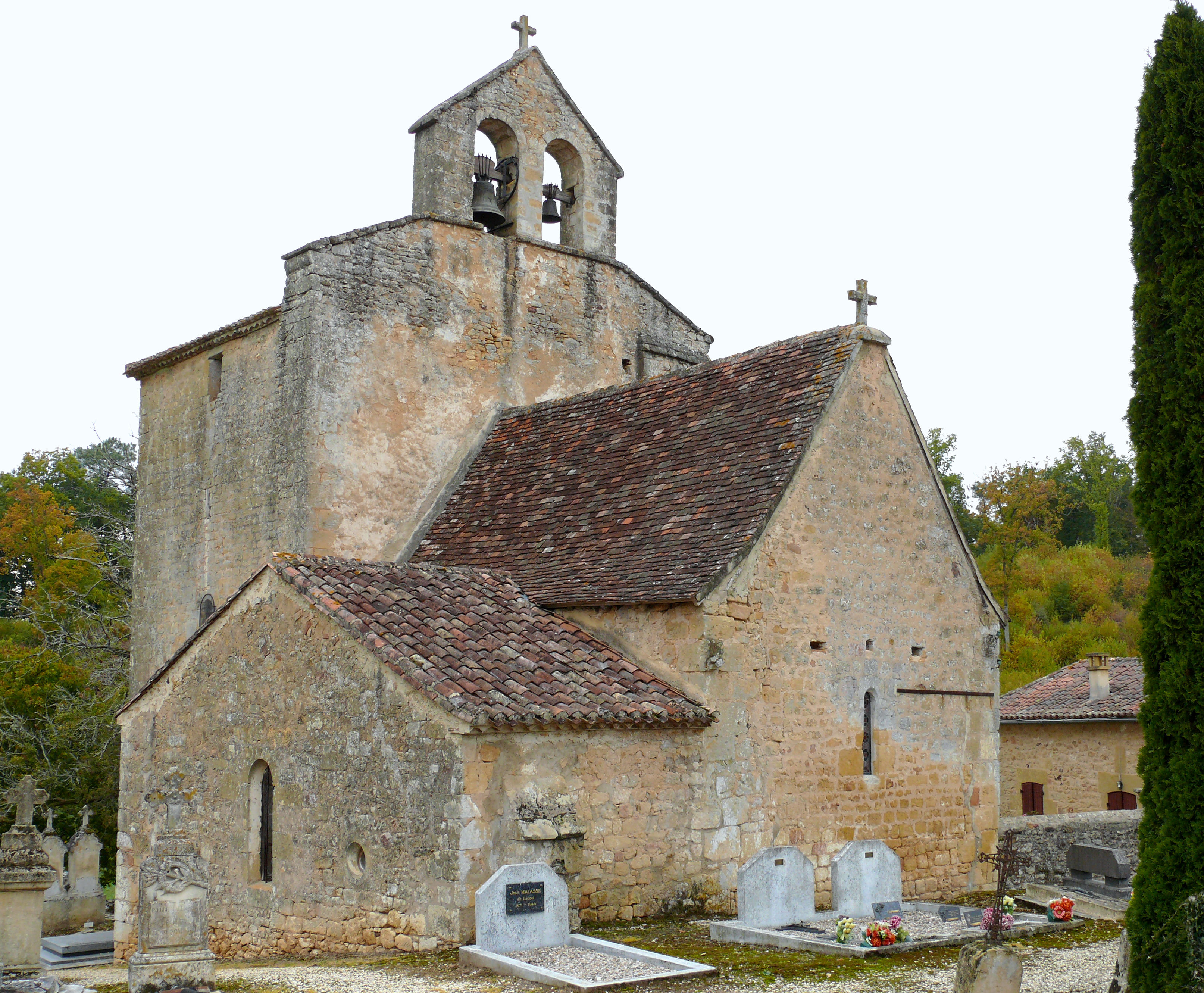
Kerk van Saint-Romain-de-Monpazier

## Geografie
De oppervlakte van Saint-Romain-de-Monpazier bedraagt 7,8 km², de bevolkingsdichtheid is dus 10 inwoners per km².
De onderstaande kaart toont de ligging van Saint-Romain-de-Monpazier met de belangrijkste infrastructuur en aangrenzende gemeenten.

## Demografie
Onderstaande figuur toont het verloop van het inwonertal (bron: INSEE-tellingen).